# Wah wah

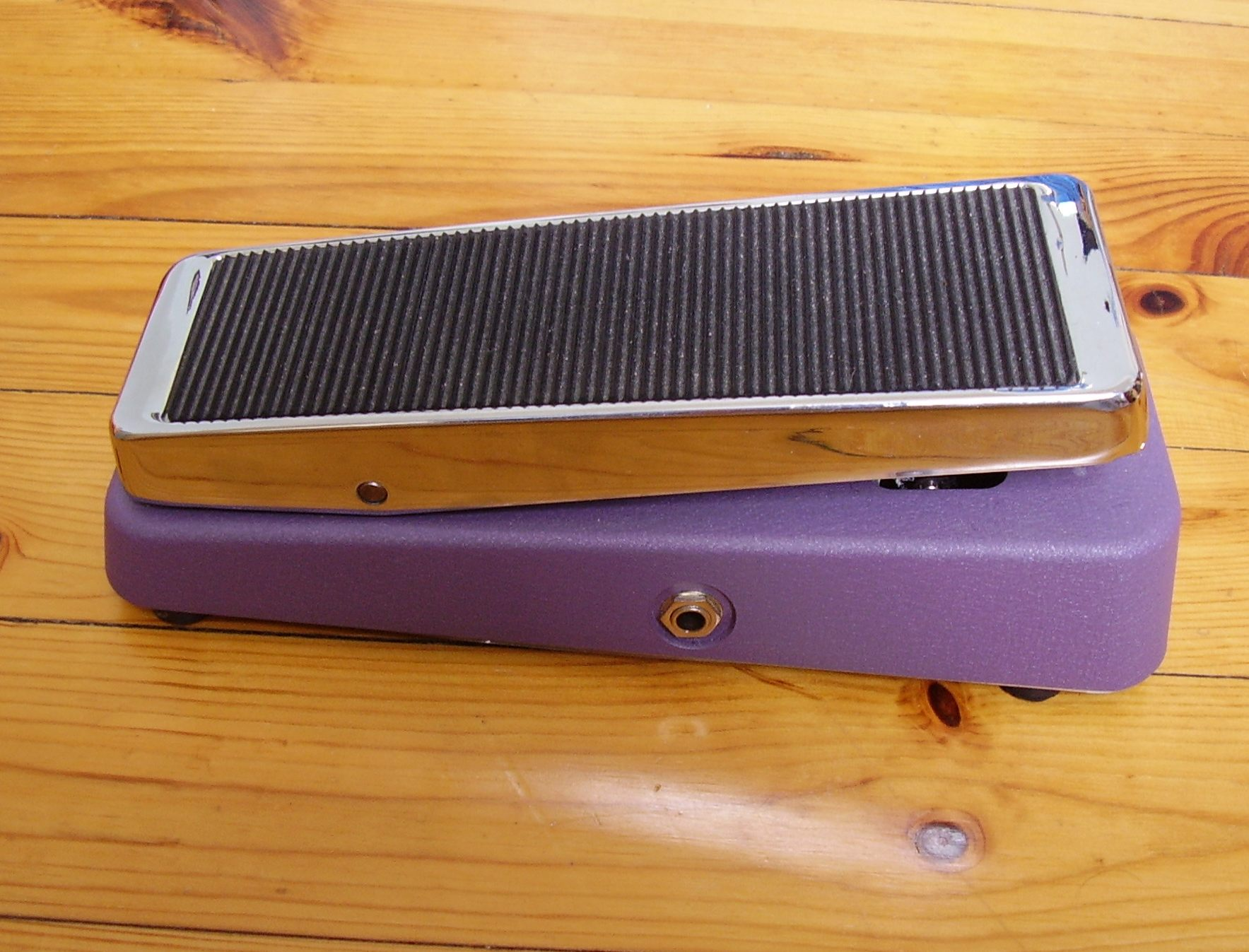
Un pedale wah-wah

Il wah wah (conosciuto anche come wah-wah o semplicemente wah) in musica è un effetto musicale che prende il nome dal caratteristico suono prodotto da un filtro a banda stretta che accentua una banda di frequenza variabile nel tempo, vagamente assimilabile a un miagolio o a un vagito, da cui il nome onomatopeico. Per questo motivo l'effetto viene anche chiamato cry baby (letteralmente "piagnucolone"), da cui il marchio di fabbrica Cry Baby della Jim Dunlop, che è il più famoso costruttore di pedali wah-wah per strumenti elettrici.
A partire dagli anni novanta del XX secolo si è diffuso anche il pedale wah della Morley in ambito metal e anche la Boss dal 2002 ha messo in commercio il PW-10, un pedale digitale che ha a disposizione una manopola per renderlo simile ai due pedali già citati. Un pedale wah wah modifica il suono dello strumento tramite un graduale cambiamento di tono tra acuti e bassi, regolati per mezzo di un apposito potenziometro azionato con la spinta del piede sul pedale rispettivamente verso la punta o verso il tacco. L'uso frequente del potenziometro, che durante un concerto potrebbe essere mosso centinaia di volte, ne può determinare l'usura. Per ovviare a ciò alcuni costruttori lo sostituiscono con un gruppo fotoresistenza-sorgente luminosa-barriera variabile: a seconda della posizione del pedale la barriera permette di illuminare più o meno la fotoresistenza che varierà quindi il proprio valore in modo proporzionale.

## Wah digitali
Il wah wah è uno dei pochi effetti musicali tradizionali che non sono stati soppiantati da versioni digitali o strumenti software di elaborazione del suono (almeno nelle esibizioni dal vivo). A differenza di altri effetti, infatti, il wah-wah non deve essere semplicemente inserito e disinserito in funzione del brano musicale da eseguire, ma viene controllato in modo continuo e a totale discrezione di chi lo usa, applicando un effetto potenzialmente diverso a ogni singola nota. Esistono tuttavia in commercio wah wah digitali, a costo relativamente basso, che applicano un effetto prefissato a ogni suono riprodotto.
Particolari tipi di wah sono gli auto wah, che sono costituiti generalmente dallo stesso circuito di un normale wah; la differenza sta nell'apparato che varia il cambiamento di tono: esso è sostanzialmente costituito da un oscillatore che pilota una resistenza variabile al posto del potenziometro collegato meccanicamente al normale pedale. Altri tipi di wah sono i wah dinamici, che utilizzano come parametro di controllo il volume della nota suonata: a volume più alto corrisponde un tono più acuto o più basso e viceversa. Esistono altri tipi di wah, come i wah ottici, a sequencer e digitali. Spesso questo genere di effetto è già caricato in versione digitale nei preset di numerose apparecchiature multi-effetto per chitarra, basso o per il trattamento della voce.

## Chitarristi celebri nell'uso del wah-wah
Il wah wah è un effetto molto noto tra i chitarristi e anche uno dei più antichi assieme al distorsore, al tremolo e al vibrato. Il suo utilizzo risale infatti agli anni sessanta. A renderlo celebre hanno contribuito grandi chitarristi che lo hanno spesso sfruttato con successo, tra cui: Frank Zappa, che rivendicava di essere stato il primo ad usarlo, Eric Clapton, Jimi Hendrix, Daisy Berkowitz, Steve Vai, Joe Satriani, Zakk Wylde, Mark Tremonti, Kirk Hammett, John Petrucci, Zim Zum, Jimmy Page (che accompagnava spesso l'effetto con la tecnica dell'arco per violino), Slash, John Frusciante, Tom Morello, Jerry Cantrell, Dimebag Darrell e Richard Kruspe. Pur essendo meno utilizzato insieme al basso, ne hanno fatto largo uso bassisti come Cliff Burton e Tim Commerford. Geezer Butler, bassista dei Black Sabbath, adoperò tale effetto nel brano N.I.B., difatti il primo ad utilizzare il wah wah col basso. 
Anche altri strumenti sono stati trattati col wah-wah: nella storia di questo effetto è famoso l'utilizzo che ne fece Miles Davis quando cominciò ad amplificare la sua tromba agli albori del jazz-elettrico, ottenendo incredibili risultati (Berebdt e Huesmann, Il libro del Jazz, Odoya, 2015). Ci sono inoltre stati dei gruppi che, nel periodo del Post Punk, hanno usufruito del wah wah in molti casi. Ad esempio gli Happy mondays, gruppo che nel periodo propose una celebre dance-funkrock, hanno utilizzato il wah wah nei loro brani più funk, come quelli del celeberrimo album "Pills 'n' trills and bellyaches", in cui il chitarrista Mark Day lo ha usato in modi diversi.
Nei primi album degli Happy mondays, infatti, troviamo questo effetto in maniere diverse ogni volta, nascosto fra molti altri filtri, o crudo, con il drive.
Negli anni 60-70 troviamo wah wah anche nel funk jazz.